# 玫瑰山 (曼哈顿)

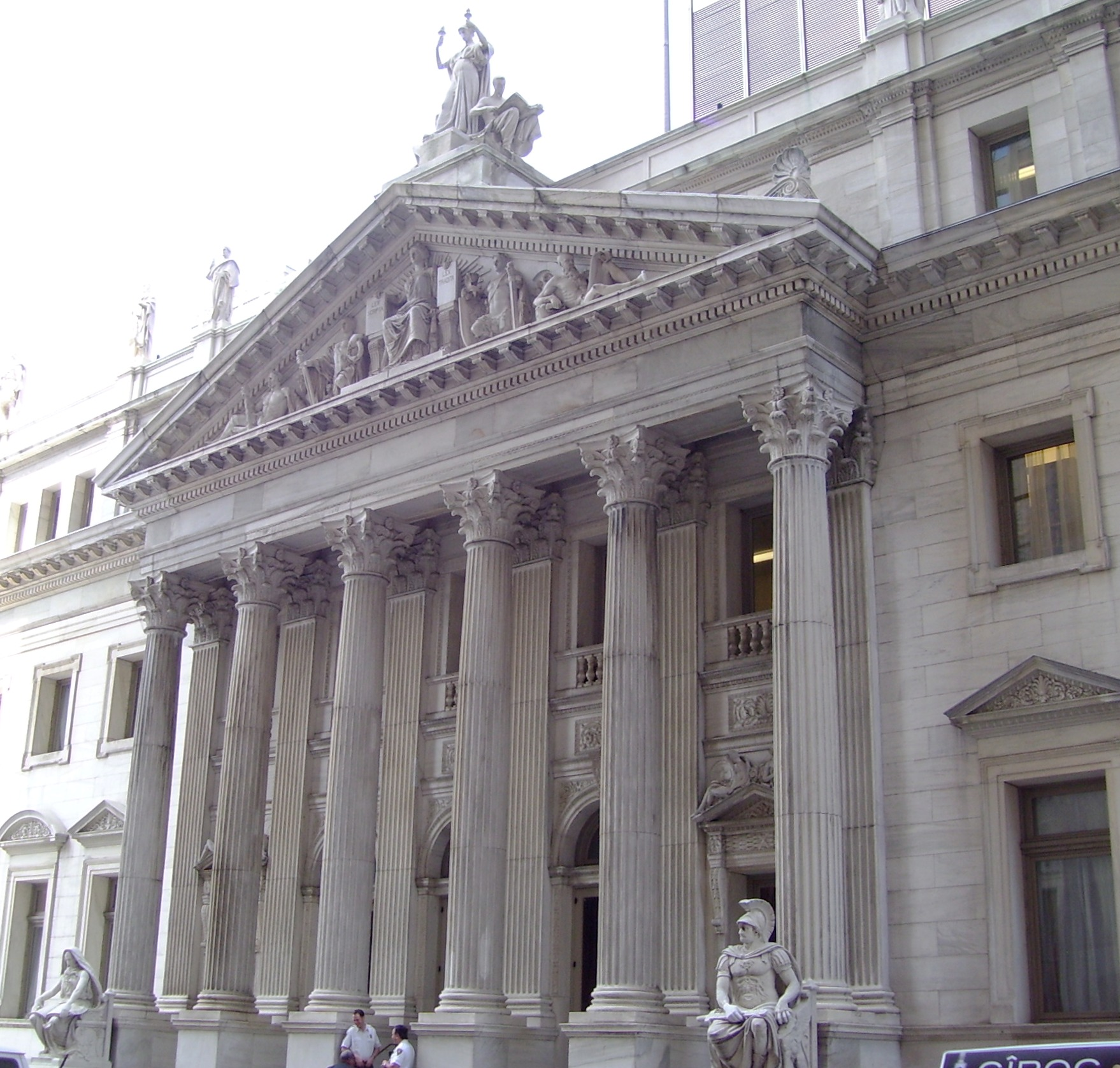
New York Supreme Court, Appellate Division

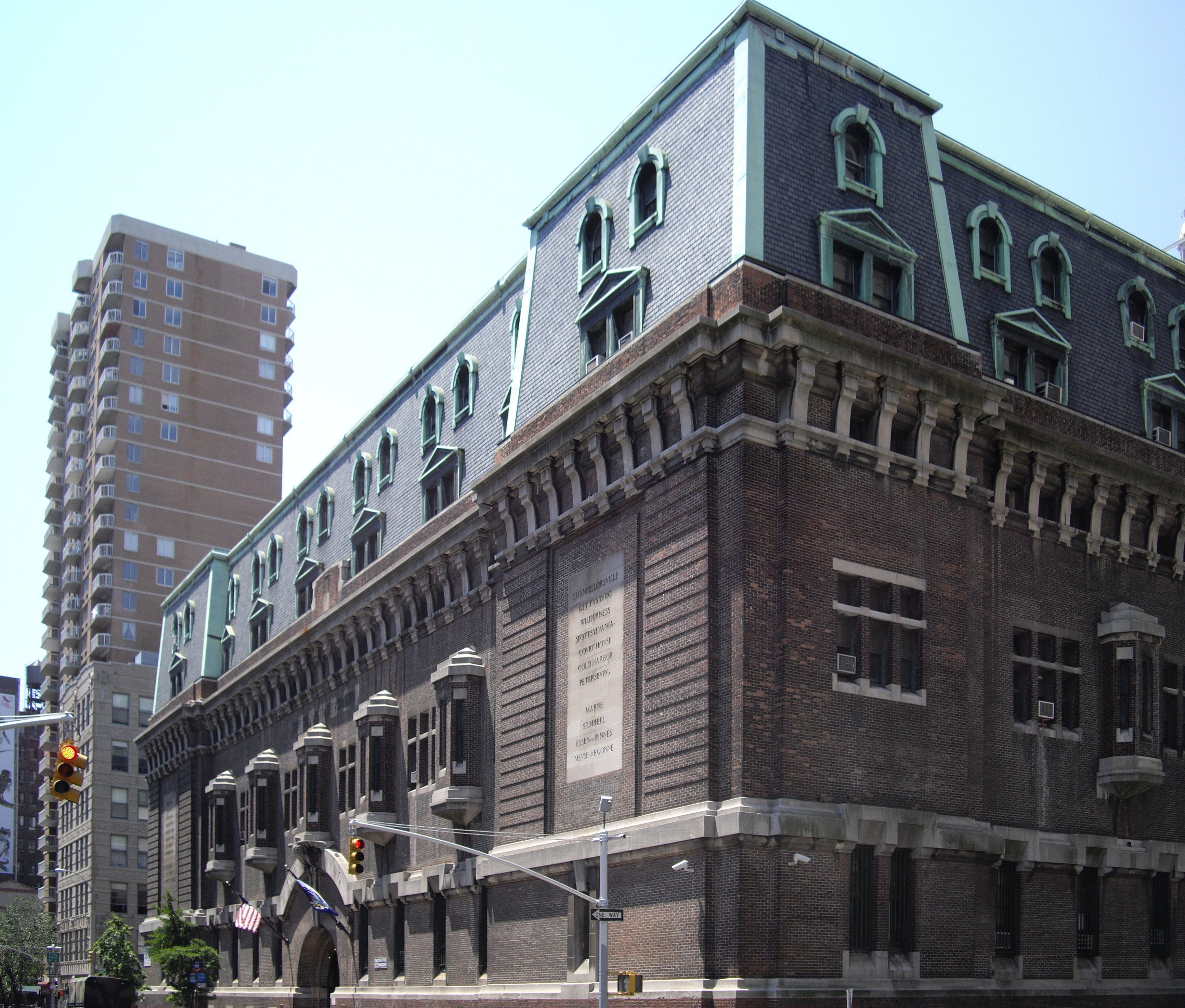
第69军团军械库

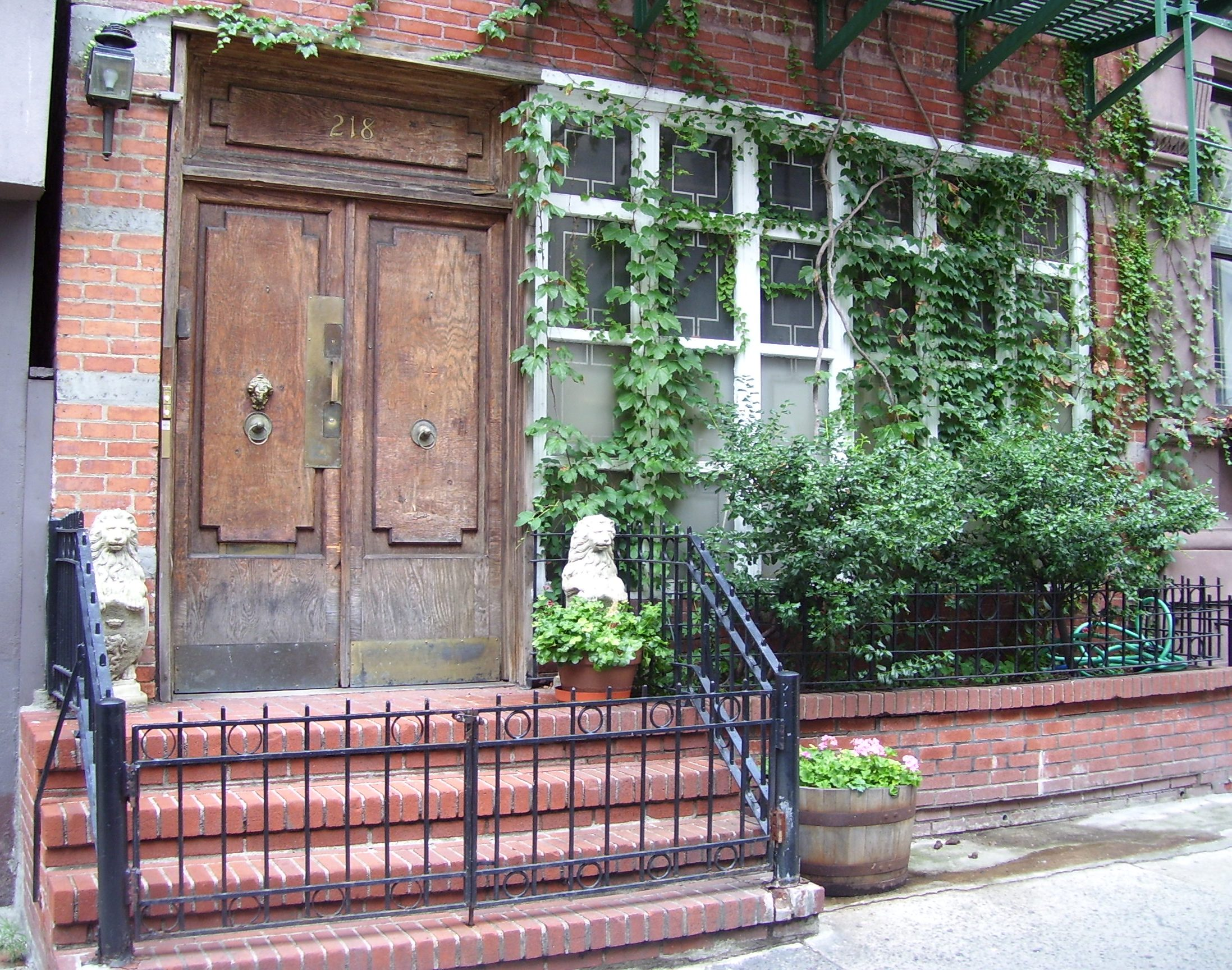
东25街218号

玫瑰山（英語：Rose Hill）是美国纽约市曼哈顿的一片最近恢复名称的街区。它南到25街，北到30街，东到第三大道，西到麦迪逊大道或第五大道。毗邻的街区，北面是茉莉山（Murray Hill），东面是基普湾（Kips Bay），南面是熨斗区和葛莱美西公园，西面是诺麦狄（NoMad）。

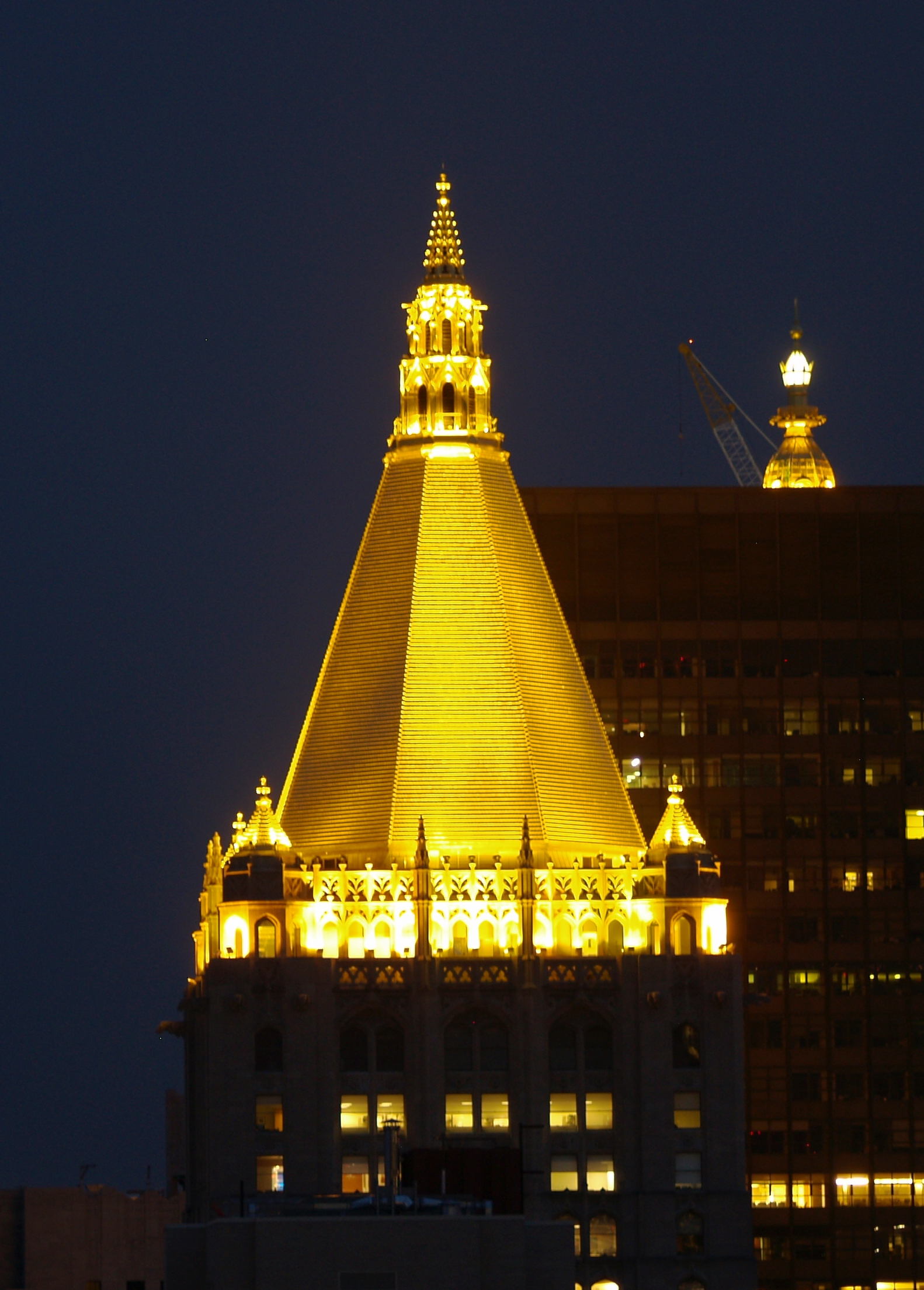
New York Life Building的金顶